# Parco archeologico e naturalistico di Santa Maria di Agnano
Il parco archeologico e naturalistico di Santa Maria di Agnano rappresenta un'area di 13 ettari alle falde della Murgia Meridionale, a circa 2 km dal comune di Ostuni, in Puglia.
Dal 1987 il sito è oggetto di scavi archeologici condotti da Donato Coppola, con la collaborazione di numerosi studiosi provenienti da università e centri di ricerca italiani e stranieri. Il parco archeologico fu istituito nel 1991 ed è gestito dal museo di civiltà preclassiche della Murgia meridionale.
Proprio dal 1991 il professore Donato Coppola conduce nel sito ricerche sistematiche che hanno evidenziato come il grande riparo sottoroccia sia stato sede, per circa 30 000 anni, di riti e culti dedicati a un'immagine femminile. Il sito archeologico è raggiungibile dalla strada statale 16 Adriatica Ostuni-Fasano. Nella grande grotta-santuario sono state rinvenute le due sepolture "Ostuni 1" e "Ostuni 2". I calchi dei seppellimenti sono attualmente esposti nel museo e nella stessa grotta di Santa Maria di Agnano: nel museo sono inoltre esposti i resti di Ostuni 1.

## Descrizione
All'interno del parco si trovano la Grotta di Santa Maria di Agnano, un importante sito archeologico, dove è stata ritrovata la cosiddetta donna di Ostuni scheletro di una gestante di 27 000 anni fa, ritrovato nella grotta di Agnano insieme ai resti di un feto di circa 33 settimane di gestazione, e i resti di un altro scheletro, denominato "Ostuni 2" e la Grotta dei Millenari, scoperta nel 2014.